# Асоціація художників революційної Росії
Асоціа́ція худо́жників революці́йної Росі́ї (АХРР) — творче об'єднання російських художників 1922 — 1932, які пішли на співпрацю із комуністичним режимом. 
АХРР декларувала боротьбу "за нове радянське образотворче мистецтво", яке нібито одне буде зрозуміле народові, не цуралося відвертої пропаганди "героїки, життя і побуту Червоної Армії, робітників, селянства". 
АХРР на словах виступала проти формалістичного мистецтва, всіляко випинала орієнтацію на техніку і традиції "передвижників". Зрештою, Асоціація, яка об'єднувала митців російської імперської школи, таки спромоглася дати перші притомні зразки ідеологічного мистецтва - соцреалізму. Більшість членів АХРР щасливо пережила роки сталінського терору, вправно виконуючи ідеологічні замовлення комуністичної Москви. У той же час їх побратими із України, які також нібито виступали "за нове радянське образотворче мистецтво", яке буде зрозуміле народові, вибиті майже до ноги. 
Активними учасниками АХРР були: 

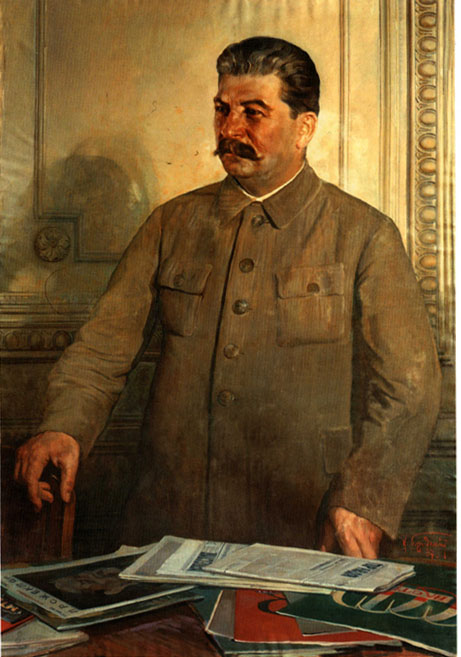
Бродський І.І. портрет Сталіна, 1937 р.

- Бродський Ісак Ізраїльович (1883-1939),
- Йогансон Борис Володимирович (1893—1973),
- Самохвалов Олександр Миколайович (1894-1971)
- Касаткін Миколай Олексійович (1859-1930),
- Богородський Федір Семенович (1895-1959),
- Греков Митрофан Борисович (1882-1934),
- Радімов Павло  Олександрович (1887-1967), перший голова  АХРР
- Герасимов Олександр Михайлович (1881-1963)
- Архипов Абрам Юхимович (1862-1930)
- Є. Кацман,
- Г. Ряжський,
- Ю. Чепцов та ін.

АХРР мала численні філії, зокрема в Києві і Полтаві. Вона організовувала великі тематичні виставки. У виставці «Життя і побут народів СРСР» (1927) брали участь укр. художники.

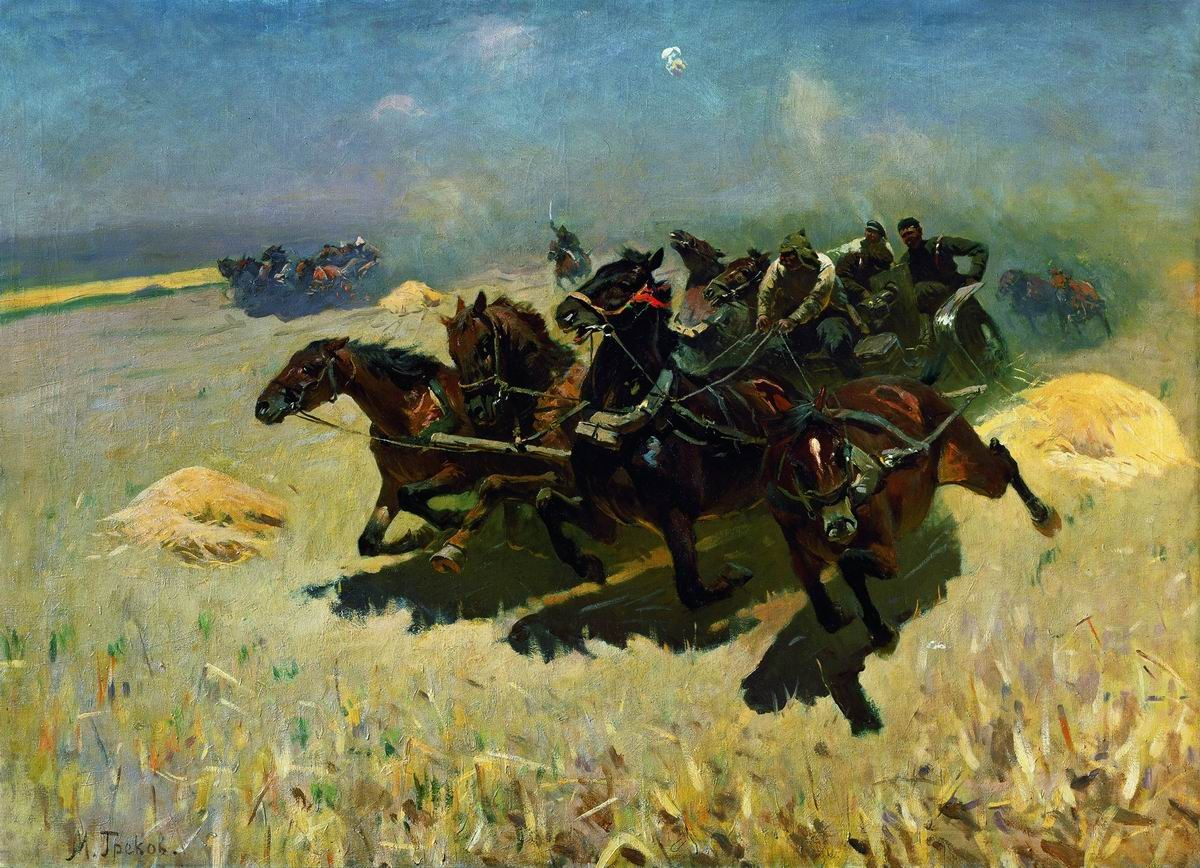
Греков М.Б. «Тачанка», 1925 р.
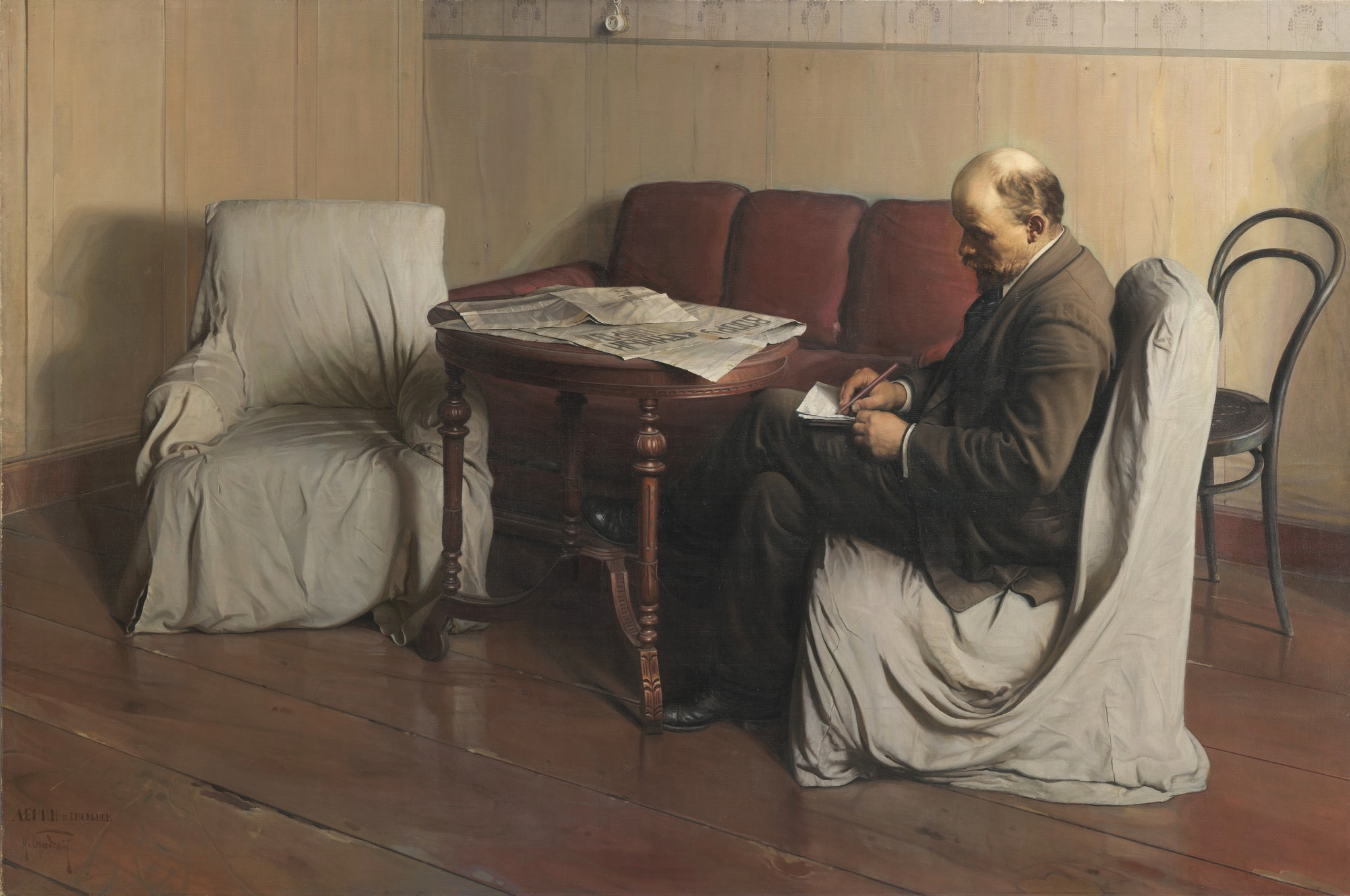
Бродський І.І. «Ленін у Смольному», 1930,
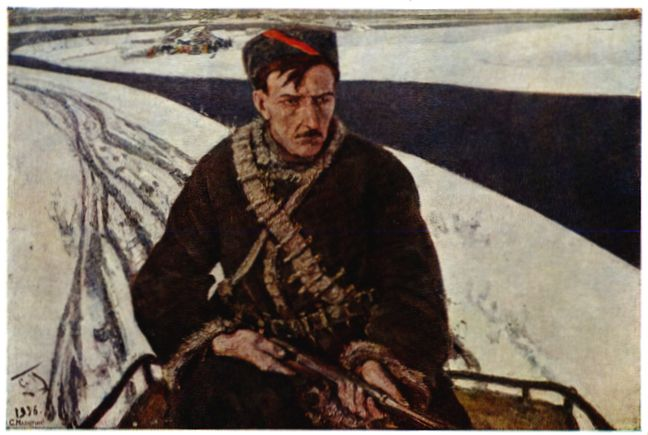
Малютін С. В. «Партизан», 1936 р.